# Rosis
Rosis ['ʁo.zis] est une commune française située dans l'ouest du département de l'Hérault, en région Occitanie.
Exposée à un climat de montagne, elle est drainée par la Mare, le Bouissou, l'Héric, le Bitoulet, le Casselouvre, le ruisseau d'Arles, le ruisseau de Madale et par divers autres petits cours d'eau. Incluse dans le parc naturel régional du Haut-Languedoc, la commune possède un patrimoine naturel remarquable : deux sites Natura 2000 (« le Caroux et l'Espinouse » et la « montagne de l'Espinouse et du Caroux »), deux espaces protégés (l'« Espinouse » et Le Caroux-Espinouse) et cinq zones naturelles d'intérêt écologique, faunistique et floristique.
Rosis est une commune rurale qui compte 271 habitants en 2022, après avoir connu un pic de population de 1 783 habitants en 1821. Elle fait partie de l'aire d'attraction de Bédarieux.

## Géographie

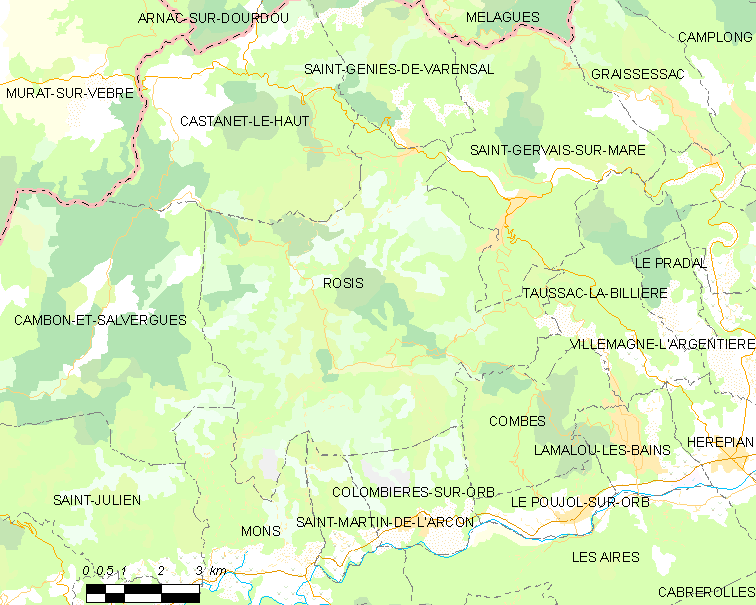
Carte.

La commune est située sur les monts de l'Espinouse, dans le territoire du parc naturel régional du Haut-Languedoc.

### Communes limitrophes
| Castanet-le-Haut     | Saint-Geniès-de-Varensal                     | Saint-Gervais-sur-Mare |
| Cambon-et-Salvergues | Rosis                                        | Taussac-la-Billière    |
| Mons                 | Saint-Martin-de-l'Arçon, Colombières-sur-Orb | Combes                 |

### Hameaux

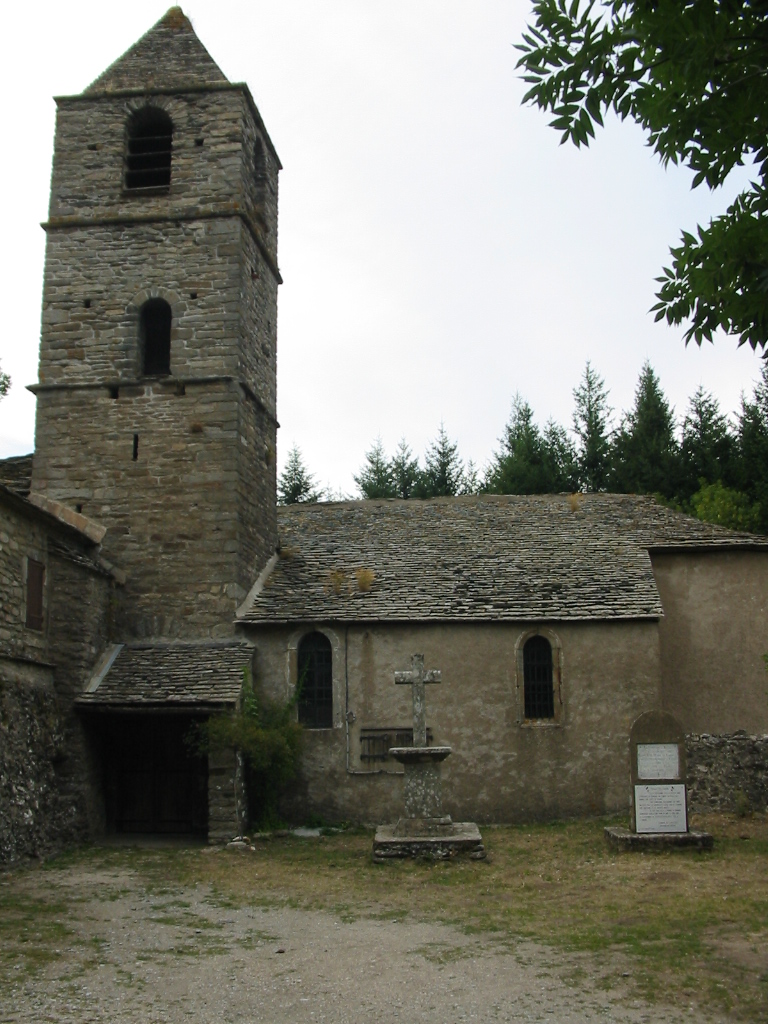
Église romane Notre-Dame-de Douch et Stèle au maquis Bir-Hakeim.

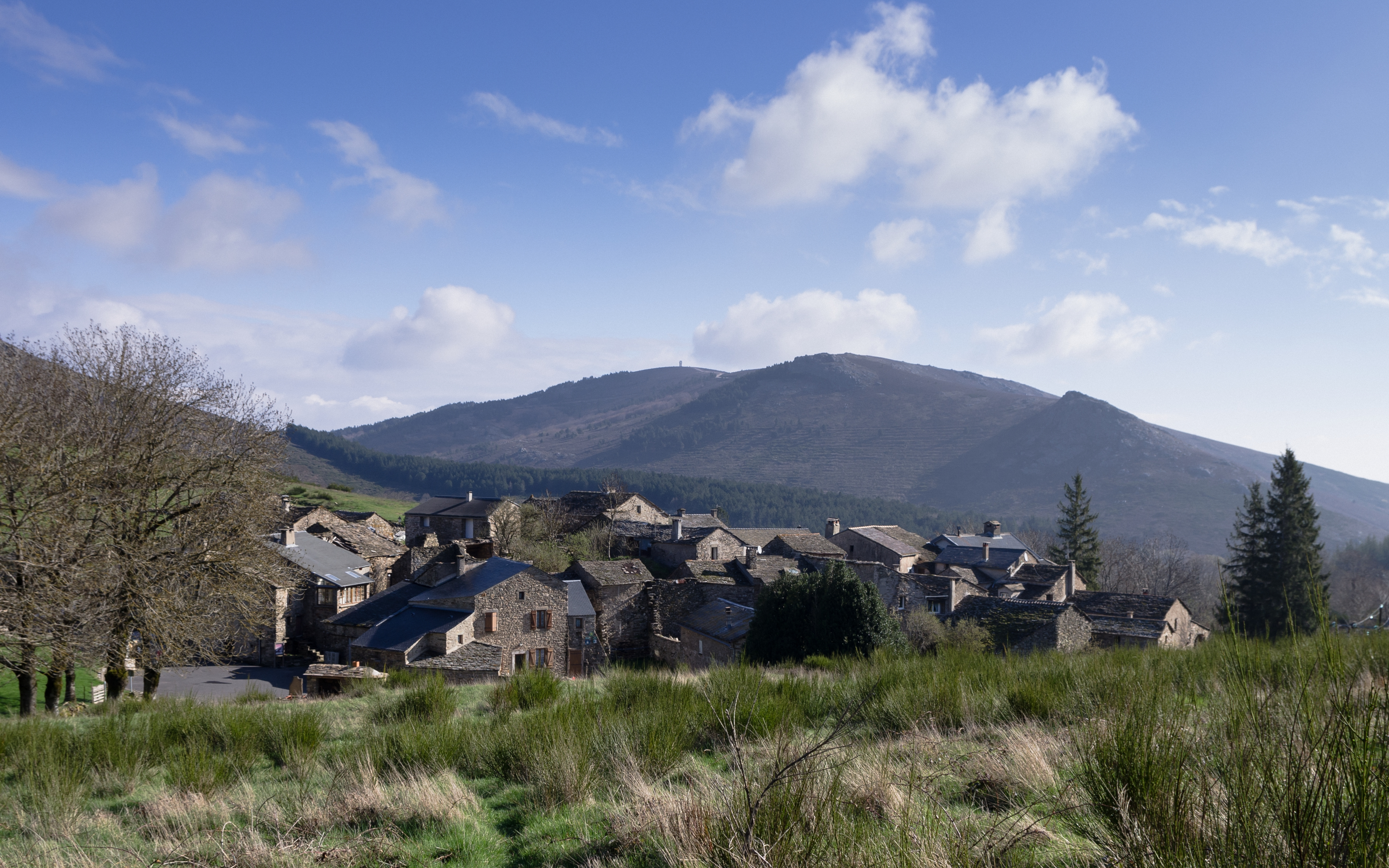
Le hameau de Douch.

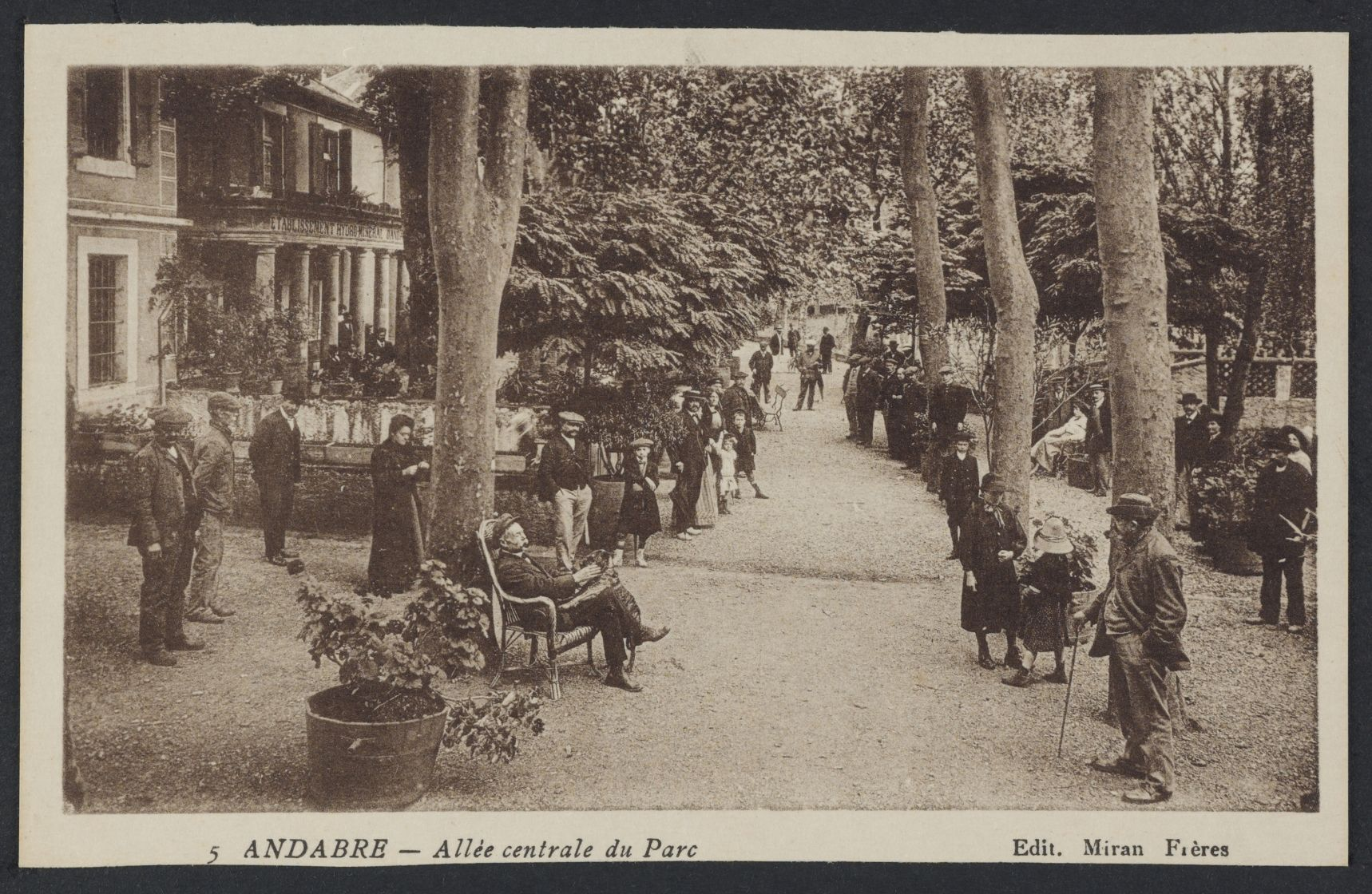
Andabre, allée centrale du parc : carte postale (1re moitié du XXe siècle).

- Andabre ;
- les Avels ;
- le Bosc ;
- le Cabaret ;
- Caissenols (inhabité) ;
- Les Cambaults ;
- le Carrousel ;
- les Combes ;
- Compeyre ;
- Cours ;
- le Cros ;
- Douch ;
- la Fage ;
- le Fageas ;
- la Gineste ;
- Héric ;
- Madale ;
- la Matte ;
- Nostre Seigné (inhabité) ;
- la Palisse ;
- Perpignan de la Grave ;
- Rosis ;
- Rogainard ;
- Sénas ;
- les Taillades ;
- le Tourel ;
- le Vialais (inhabité).

### Climat
Pour des articles plus généraux, voir Climat de l'Occitanie et Climat de l'Hérault.
En 2010, le climat de la commune est de type climat des marges montargnardes, selon une étude s'appuyant sur une série de données couvrant la période 1971-2000. En 2020, Météo-France publie une typologie des climats de la France métropolitaine dans laquelle la commune est exposée à un climat méditerranéen et est dans la région climatique  Provence, Languedoc-Roussillon, caractérisée par une pluviométrie faible en été, un très bon ensoleillement (2 600 h/an), un été chaud (21,5 °C), un air très sec en été, sec en toutes saisons, des vents forts (fréquence de 40 à 50 % de vents > 5 m/s) et peu de brouillards.
Pour la période 1971-2000, la température annuelle moyenne est de 12,3 °C, avec une amplitude thermique annuelle de 15,7 °C. Le cumul annuel moyen de précipitations est de 1 306 mm, avec 9,4 jours de précipitations en janvier et 3,8 jours en juillet. Pour la période 1991-2020, la température moyenne annuelle observée sur la station météorologique la plus proche, située sur la commune de Castanet-le-Haut à 3 km à vol d'oiseau, est de 12,9 °C et le cumul annuel moyen de précipitations est de 1 687,9 mm,. Pour l'avenir, les paramètres climatiques de la commune estimés pour 2050 selon différents scénarios d'émission de gaz à effet de serre sont consultables sur un site dédié publié par Météo-France en novembre 2022.

### Milieux naturels et biodiversité

#### Espaces protégés
La protection réglementaire est le mode d’intervention le plus fort pour préserver des espaces naturels remarquables et leur biodiversité associée,.
Trois espaces protégés sont présents sur la commune : 
- le parc naturel régional du Haut-Languedoc, créé en 1973 et d'une superficie de 307 184 ha, qui s'étend sur 118 communes et deux départements[9]. Implanté de part et d’autre de la ligne de partage des eaux entre Océan Atlantique et mer Méditerranée, ce territoire est un véritable balcon dominant les plaines viticoles du Languedoc et les étendues céréalières du Lauragais[10],[11] ;
- l'« Espinouse », une réserve biologique dirigée, d'une superficie de 185,8 ha[12] ;
- Le Caroux-Espinouse, une réserve nationale de chasse et de faune sauvage d'une superficie de 1 693,9 ha[13].

#### Réseau Natura 2000

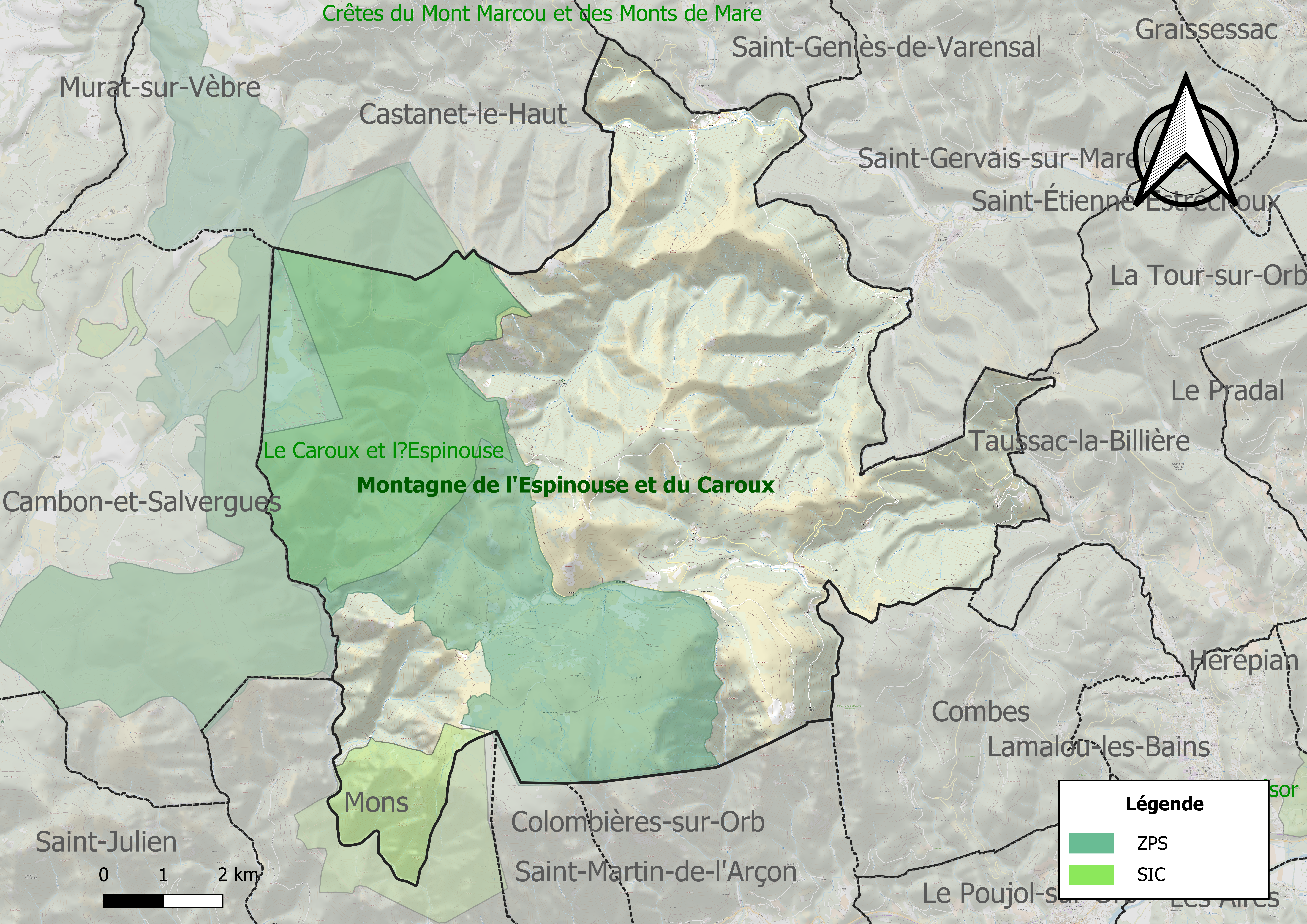
Site Natura 2000 sur le territoire communal.

Le réseau Natura 2000 est un réseau écologique européen de sites naturels d'intérêt écologique élaboré à partir des directives habitats et oiseaux, constitué de zones spéciales de conservation (ZSC) et de zones de protection spéciale (ZPS).
Un site Natura 2000 a été défini sur la commune au titre de la directive habitats :
- « le Caroux et l'Espinouse », d'une superficie de 2 316 ha, un site remarquable par sa position intermédiaire entre les domaines atlantique, continental et méditerranéen. Il accueille les tourbières les plus méridionales du Massif central[16]

et un au titre de la directive oiseaux : 
- la « montagne de l'Espinouse et du Caroux », d'une superficie de 3 392 ha, connue pour la diversité des formations végétales et pour sa grande faune, en particulier le mouflon introduit avec succès il y a plusieurs décennies, son intérêt ornithologique est moins connu[17].

#### Zones naturelles d'intérêt écologique, faunistique et floristique
L’inventaire des zones naturelles d'intérêt écologique, faunistique et floristique (ZNIEFF) a pour objectif de réaliser une couverture des zones les plus intéressantes sur le plan écologique, essentiellement dans la perspective d’améliorer la connaissance du patrimoine naturel national et de fournir aux différents décideurs un outil d’aide à la prise en compte de l’environnement dans l’aménagement du territoire.
Quatre ZNIEFF de type 1 sont recensées sur la commune :
- les « gorges d'Albine » (150 ha), couvrant 3 communes du département[19] ;
- les « gorges de Colombières » (318 ha), couvrant 2 communes du département[20] ;
- les « gorges d'Héric » (1 587 ha), couvrant 3 communes du département[21] ;
- le « plateau du Caroux » (387 ha), couvrant 4 communes du département[22] ;

et une ZNIEFF de type 2, : 
le « massif de l'Espinouse » (20 035 ha), couvrant 19 communes du département.

Carte des ZNIEFF de type 1 et 2 à Rosis.
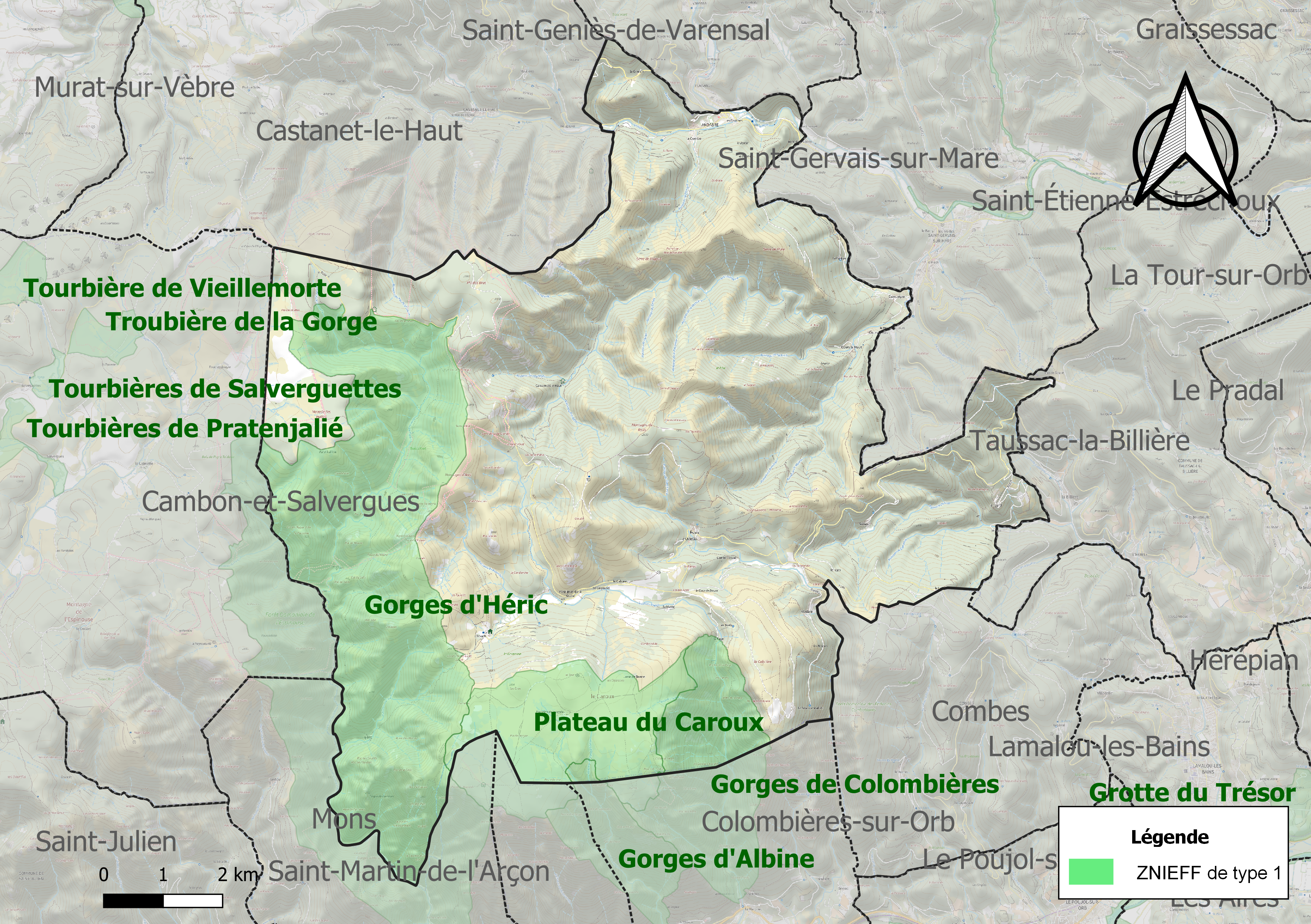
Carte des ZNIEFF de type 1 sur la commune.
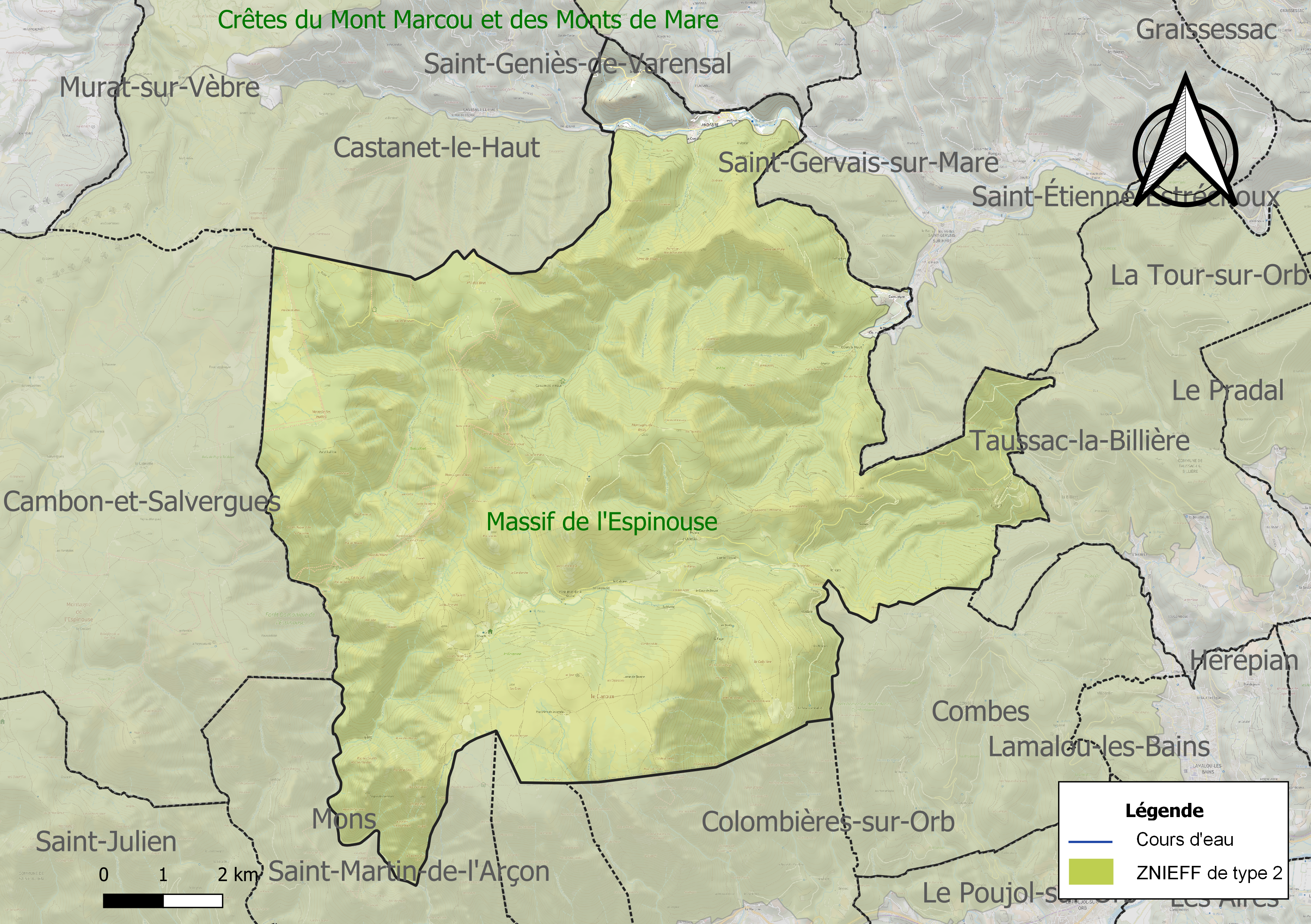
Carte de la ZNIEFF de type 2 sur la commune.

## Urbanisme

### Typologie
Au 1er janvier 2024, Rosis est catégorisée commune rurale à habitat dispersé, selon la nouvelle grille communale de densité à sept niveaux définie par l'Insee en 2022.
Elle est située hors unité urbaine. Par ailleurs la commune fait partie de l'aire d'attraction de Bédarieux, dont elle est une commune de la couronne,. Cette aire, qui regroupe 26 communes, est catégorisée dans les aires de moins de 50 000 habitants,.

### Occupation des sols
L'occupation des sols de la commune, telle qu'elle ressort de la base de données européenne d’occupation biophysique des sols Corine Land Cover (CLC), est marquée par l'importance des forêts et milieux semi-naturels (99 % en 2018), une proportion sensiblement équivalente à celle de 1990 (98,5 %). La répartition détaillée en 2018 est la suivante : 
forêts (57 %), espaces ouverts, sans ou avec peu de végétation (23,3 %), milieux à végétation arbustive et/ou herbacée (18,7 %), zones urbanisées (0,6 %), zones agricoles hétérogènes (0,4 %). L'évolution de l’occupation des sols de la commune et de ses infrastructures peut être observée sur les différentes représentations cartographiques du territoire : la carte de Cassini (XVIIIe siècle), la carte d'état-major (1820-1866) et les cartes ou photos aériennes de l'IGN pour la période actuelle (1950 à aujourd'hui).

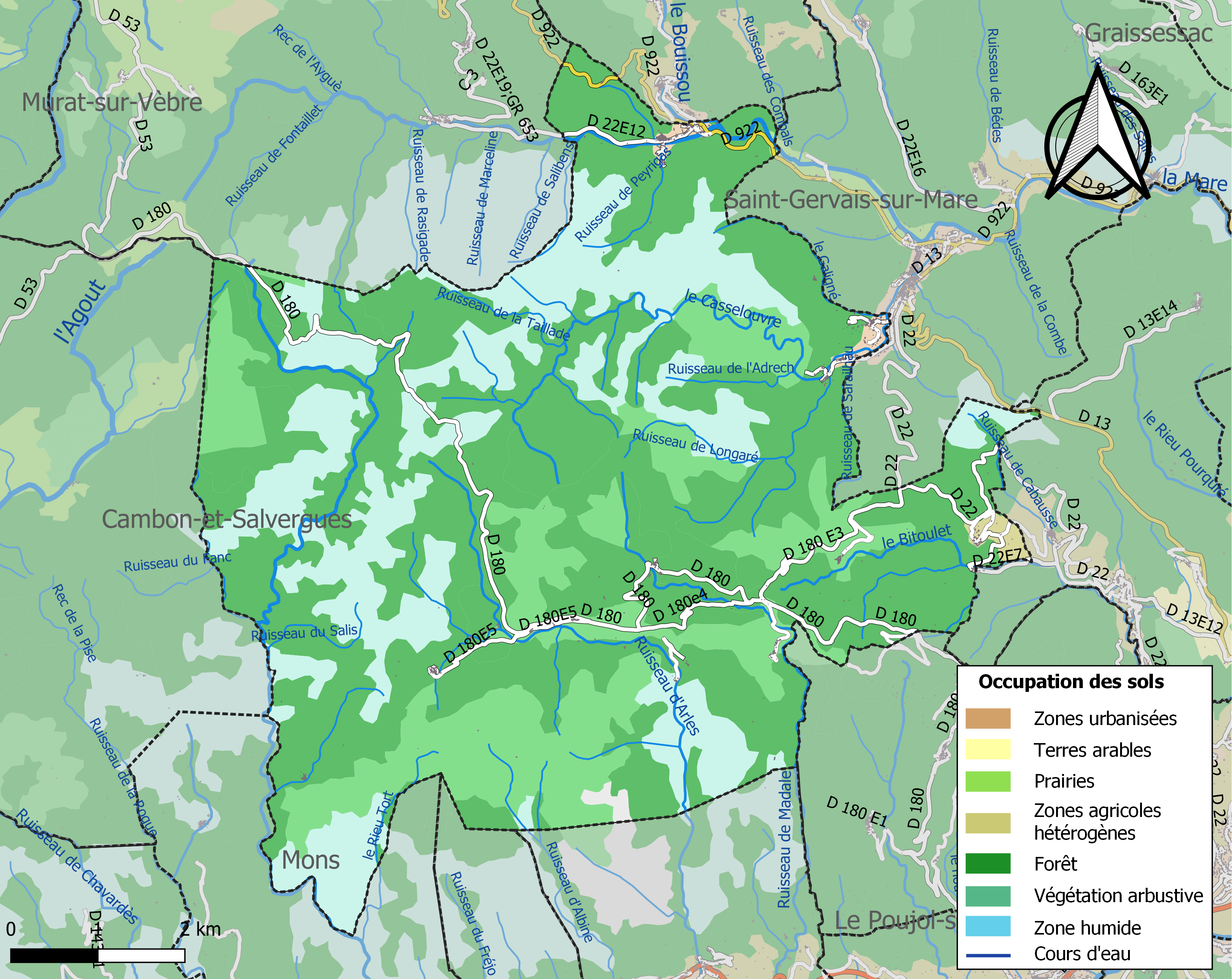
Carte des infrastructures et de l'occupation des sols de la commune en 2018 (CLC).

### Risques majeurs
Le territoire de la commune de Rosis est vulnérable à différents aléas naturels : météorologiques (tempête, orage, neige, grand froid, canicule ou sécheresse) et séisme (sismicité très faible). Il est également exposé à un risque particulier : le risque de radon. Un site publié par le BRGM permet d'évaluer simplement et rapidement les risques d'un bien localisé soit par son adresse soit par le numéro de sa parcelle.

#### Risques naturels
Rosis est exposée au risque de feu de forêt du fait de la présence sur son territoire. Un plan départemental de protection des forêts contre les incendies (PDPFCI) a été approuvé en juin 2013 et court jusqu'en 2022, où il doit être renouvelé. Les mesures individuelles de prévention contre les incendies sont précisées par deux arrêtés préfectoraux et s’appliquent dans les zones exposées aux incendies de forêt et à moins de 200 mètres de celles-ci. L’arrêté du 25 avril 2002 réglemente l'emploi du feu en interdisant notamment d’apporter du feu, de fumer et de jeter des mégots de cigarette dans les espaces sensibles et sur les voies qui les traversent sous peine de sanctions. L'arrêté du 11 mars 2013 rend le débroussaillement obligatoire, incombant au propriétaire ou ayant droit,.

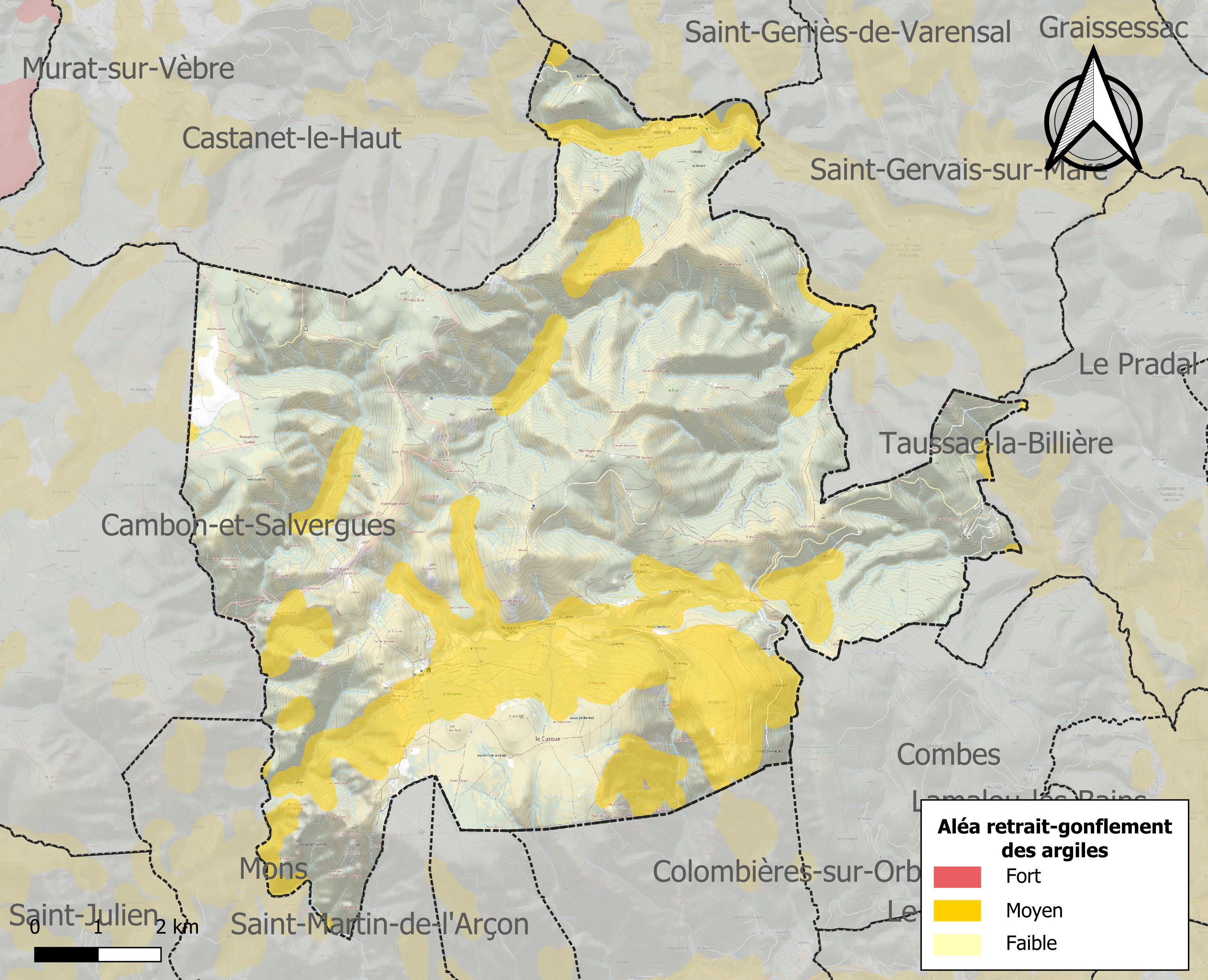
Carte des zones d'aléa retrait-gonflement des sols argileux de Rosis.

Le retrait-gonflement des sols argileux est susceptible d'engendrer des dommages importants aux bâtiments en cas d’alternance de périodes de sécheresse et de pluie. 23,6 % de la superficie communale est en aléa moyen ou fort (59,3 % au niveau départemental et 48,5 % au niveau national). Sur les 287 bâtiments dénombrés sur la commune en 2019, 243 sont en aléa moyen ou fort, soit 85 %, à comparer aux 85 % au niveau départemental et 54 % au niveau national. Une cartographie de l'exposition du territoire national au retrait gonflement des sols argileux est disponible sur le site du BRGM,.
Par ailleurs, afin de mieux appréhender le risque d’affaissement de terrain, l'inventaire national des cavités souterraines permet de localiser celles situées sur la commune.
La commune a été reconnue en état de catastrophe naturelle au titre des dommages causés par les inondations et coulées de boue survenues en 1982, 1986, 1987, 1995, 1997 et 2014. 

#### Risque particulier
Dans plusieurs parties du territoire national, le radon, accumulé dans certains logements ou autres locaux, peut constituer une source significative d’exposition de la population aux rayonnements ionisants. Certaines communes du département sont concernées par le risque radon à un niveau plus ou moins élevé. Selon la classification de 2018, la commune de Rosis est classée en zone 3, à savoir zone à potentiel radon significatif.

## Toponymie
Attestée sous les formes masage de Rosis (1650), Rozis (1680), Rosis (1770)...
Il s'agit d'un terme hydronymique tiré d'un thème prélatin *rhod- à valeur inconnue.

## Histoire
L'actuel territoire de Rosis est le résultat de plusieurs remaniements des limites.
Sous l'ancien régime, l'essentiel de la commune dépendait du diocèse de Castres et de la sénéchaussée de Béziers. La paroisse de Notre-Dame-de Douch dépendait de la communauté de Taussac, mais servait de paroisse à une importante partie de la population de Rosis. Cette paroisse dépendait au religieux du diocèse de Béziers, au civil du diocèse civil de Castres.
La commune de Rosis a été constituée en 1830 à partir de la commune disparue de Saint-Gervais-Terre (ou Saint-Gervais-Terre-Foraine), qui avait été elle-même constituée à partir de l'ancienne communauté de Saint-Gervais-Terre. Une partie des terres ont été rattachées aux communes de Castanet-le-Haut, Saint-Gervais-sur-Mare, Saint-Geniès-de-Varensal. Enfin Douch et quelques hameaux comme Madale, Héric, etc. ont été détachés de Taussac-la-Billière pour être rattachés à Rosis.
En raison de sa géographie montagneuse, la commune possédait une mairie à Andabre et une mairie annexe à Rosis. Des registres d'état-civil étaient tenus dans chacune de ces mairies, malgré le petit nombre des actes enregistrés.
Dans le hameau de Douch eut lieu, le 10 septembre 1943, un des premiers combats importants de la Résistance (mentionné par le général de Gaulle). Il opposa un groupe de 47 maquisards dirigés par Christian de Roquemaurel à une colonne allemande forte de 200 hommes. Les maquisards se replièrent non sans avoir imposé de fortes pertes à l'ennemi. Sur les 47 combattants, deux sont tués et quatre faits prisonniers dont Henri Arlet et Jacques Sauvegrain, puis fusillés le 9 novembre 1943 à la Prison Saint-Michel (Toulouse),.

## Politique et administration

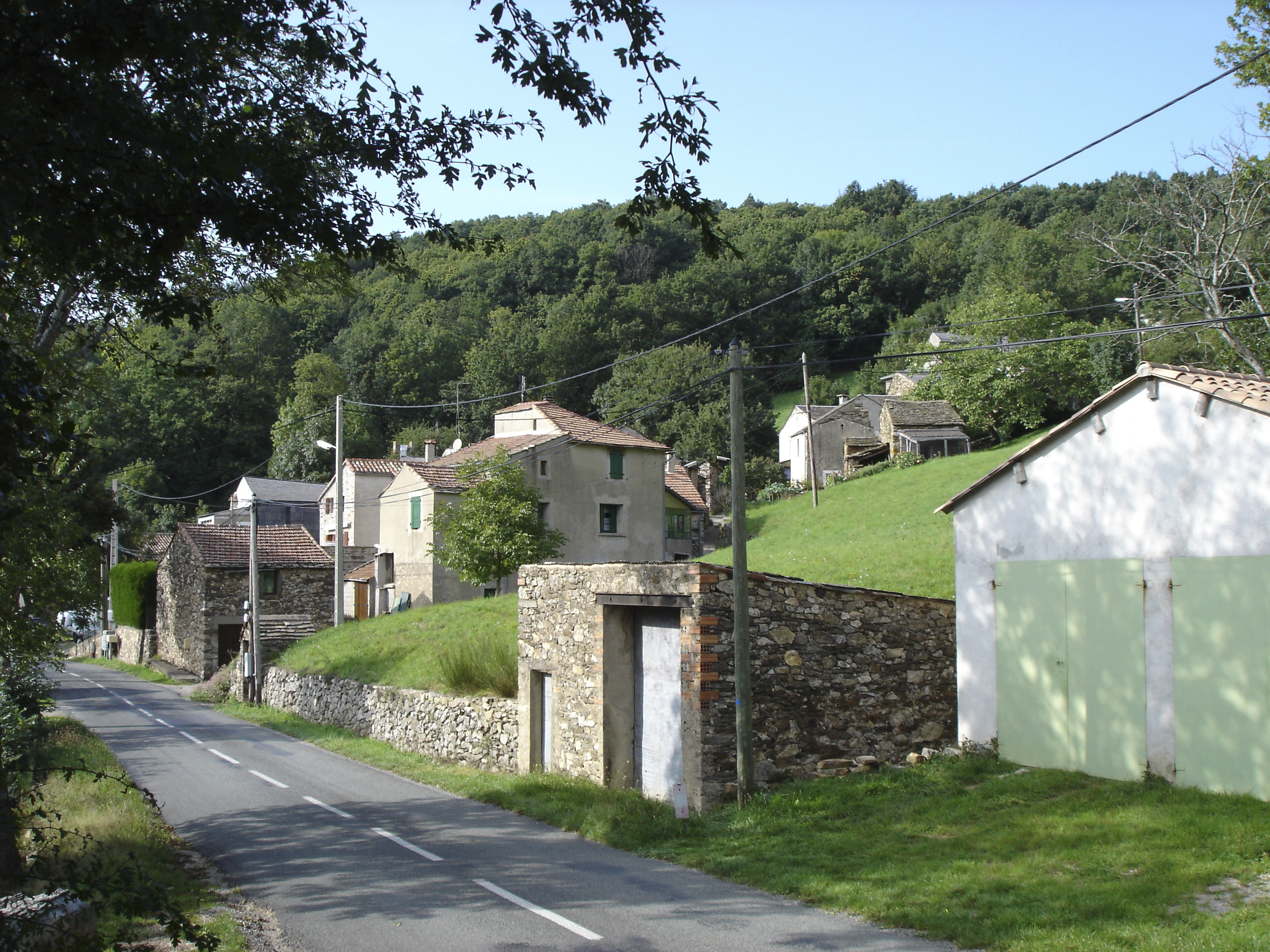
Rosis

| Période    | Période    | Identité           | Étiquette | Qualité |
| ---------- | ---------- | ------------------ | --------- | --- |
| 1947       | 1953       | Maurice Bert       |           | |
| 1953       | 1971       | Amédée Bert        |           | |
| 1971       | 1983       | Joseph Ricard      |           | |
| 1983       | 1989       | François Marty     |           | |
| 1989       | 1995       | Robert Faliu       |           | |
| 1995       | 5 mai 2020 | Jacques Mendes     | SE        | Retraité Maire - vice-président de la communauté de communes de la Montagne du Haut Languedoc vice-président du parc naturel régional du Haut-Languedoc |
| 5 mai 2020 | En cours   | Anne-Lise Sautérel |           | |

## Démographie
L'évolution du nombre d'habitants est connue à travers les recensements de la population effectués dans la commune depuis 1793. Pour les communes de moins de 10 000 habitants, une enquête de recensement portant sur toute la population est réalisée tous les cinq ans, les populations de référence des années intermédiaires étant quant à elles estimées par interpolation ou extrapolation. Pour la commune, le premier recensement exhaustif entrant dans le cadre du nouveau dispositif a été réalisé en 2008.

En 2022, la commune comptait 271 habitants, en évolution de −8,14 % par rapport à 2016 (Hérault : +7,49 %, France hors Mayotte : +2,11 %).
| 1793  | 1800  | 1806  | 1821  | 1831 | 1836 | 1841  | 1846 | 1851 |
| ----- | ----- | ----- | ----- | ---- | ---- | ----- | ---- | ---- |
| 1 649 | 1 498 | 1 700 | 1 783 | 856  | 990  | 1 000 | 900  | 861  |

| 1856 | 1861 | 1866 | 1872 | 1876 | 1881 | 1886 | 1891 | 1896 |
| ---- | ---- | ---- | ---- | ---- | ---- | ---- | ---- | ---- |
| 879  | 934  | 891  | 840  | 830  | 720  | 741  | 684  | 641  |

| 1901 | 1906 | 1911 | 1921 | 1926 | 1931 | 1936 | 1946 | 1954 |
| ---- | ---- | ---- | ---- | ---- | ---- | ---- | ---- | ---- |
| 608  | 592  | 606  | 546  | 534  | 569  | 572  | 547  | 513  |

| 1962 | 1968 | 1975 | 1982 | 1990 | 1999 | 2006 | 2008 | 2013 |
| ---- | ---- | ---- | ---- | ---- | ---- | ---- | ---- | ---- |
| 425  | 343  | 269  | 244  | 257  | 261  | 294  | 304  | 304  |

| 2018 | 2022 | - | - | - | - | - | - | - |
| ---- | ---- | - | - | - | - | - | - | - |
| 280  | 271  | - | - | - | - | - | - | - |

## Économie

### Revenus
En 2018, la commune compte 151 ménages fiscaux, regroupant 279 personnes. La médiane du revenu disponible par unité de consommation est de 17 250 € (20 330 € dans le département).

### Emploi
|                | 2008   | 2013   | 2018   |
| -------------- | ------ | ------ | ------ |
| Commune        | 5,9 %  | 12,8 % | 13,5 % |
| Département    | 10,1 % | 11,9 % | 12 %   |
| France entière | 8,3 %  | 10 %   | 10 %   |

En 2018, la population âgée de 15 à 64 ans s'élève à 155 personnes, parmi lesquelles on compte 72,3 % d'actifs (58,7 % ayant un emploi et 13,5 % de chômeurs) et 27,7 % d'inactifs,. En  2018, le taux de chômage communal (au sens du recensement) des 15-64 ans est supérieur à celui du département et de la France, alors qu'en 2008 la situation était inverse.
La commune fait partie de la couronne de l'aire d'attraction de Bédarieux, du fait qu'au moins 15 % des actifs travaillent dans le pôle,. Elle compte 24 emplois en 2018, contre 19 en 2013 et 24 en 2008. Le nombre d'actifs ayant un emploi résidant dans la commune est de 91, soit un indicateur de concentration d'emploi de 26,3 % et un taux d'activité parmi les 15 ans ou plus de 44,1 %.
Sur ces 91 actifs de 15 ans ou plus ayant un emploi, 15 travaillent dans la commune, soit 17 % des habitants. Pour se rendre au travail, 87,9 % des habitants utilisent un véhicule personnel ou de fonction à quatre roues, 2,2 % s'y rendent en deux-roues, à vélo ou à pied et 9,9 % n'ont pas besoin de transport (travail au domicile).

### Activités
15 établissements sont implantés  à Rosis au 31 décembre 2019.
Le secteur du commerce de gros et de détail, des transports, de l'hébergement et de la restauration est prépondérant sur la commune puisqu'il représente 33,3 % du nombre total d'établissements de la commune (5 sur les 15 entreprises implantées  à Rosis), contre 28 % au niveau départemental.
Aucune exploitation agricole ayant son siège dans la commune n'est recensée lors du recensement agricole de 2020 (17 en 1988),.

## Culture locale et patrimoine

### Lieux et monuments

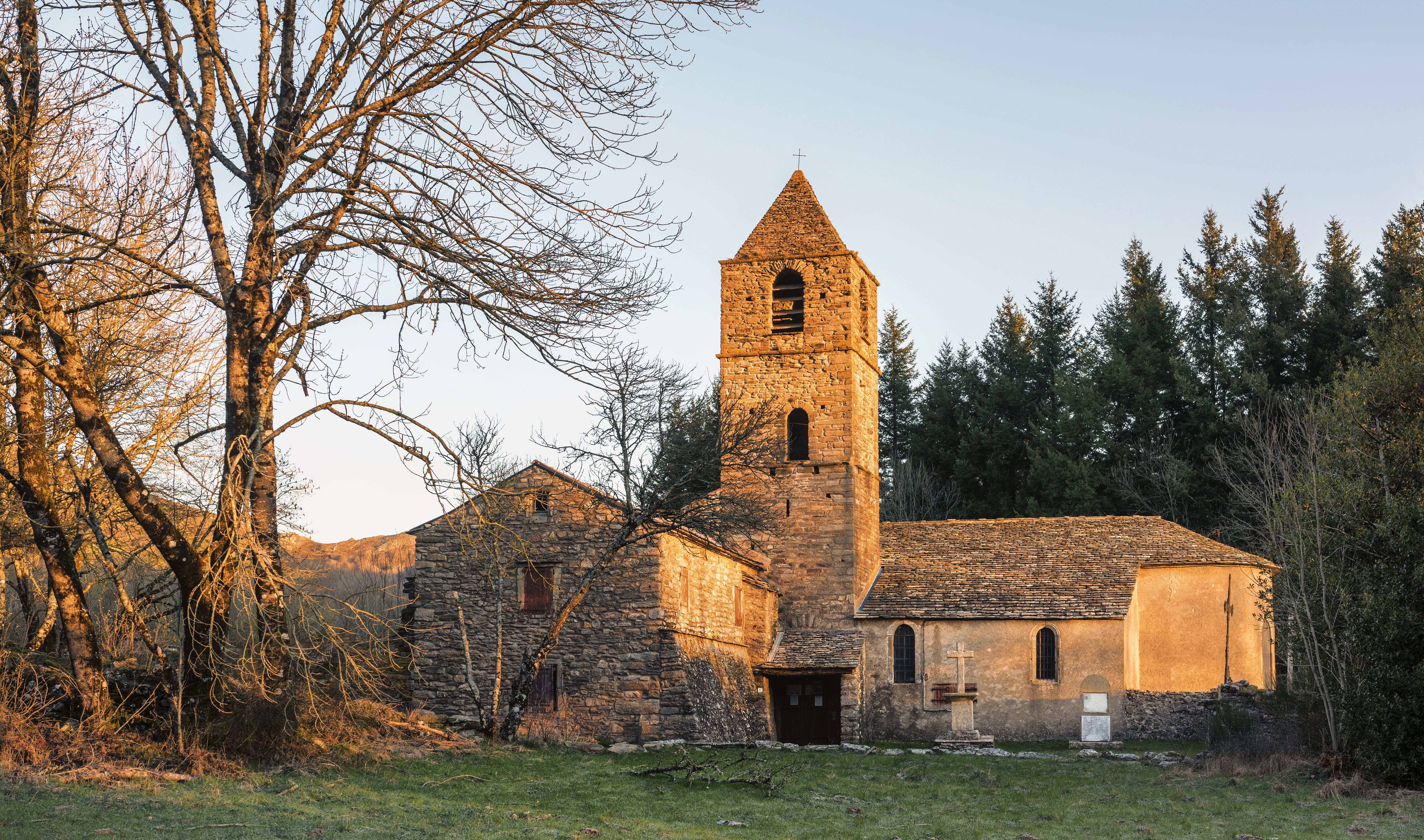
Église Notre-Dame-en-son-Assomption de Douch
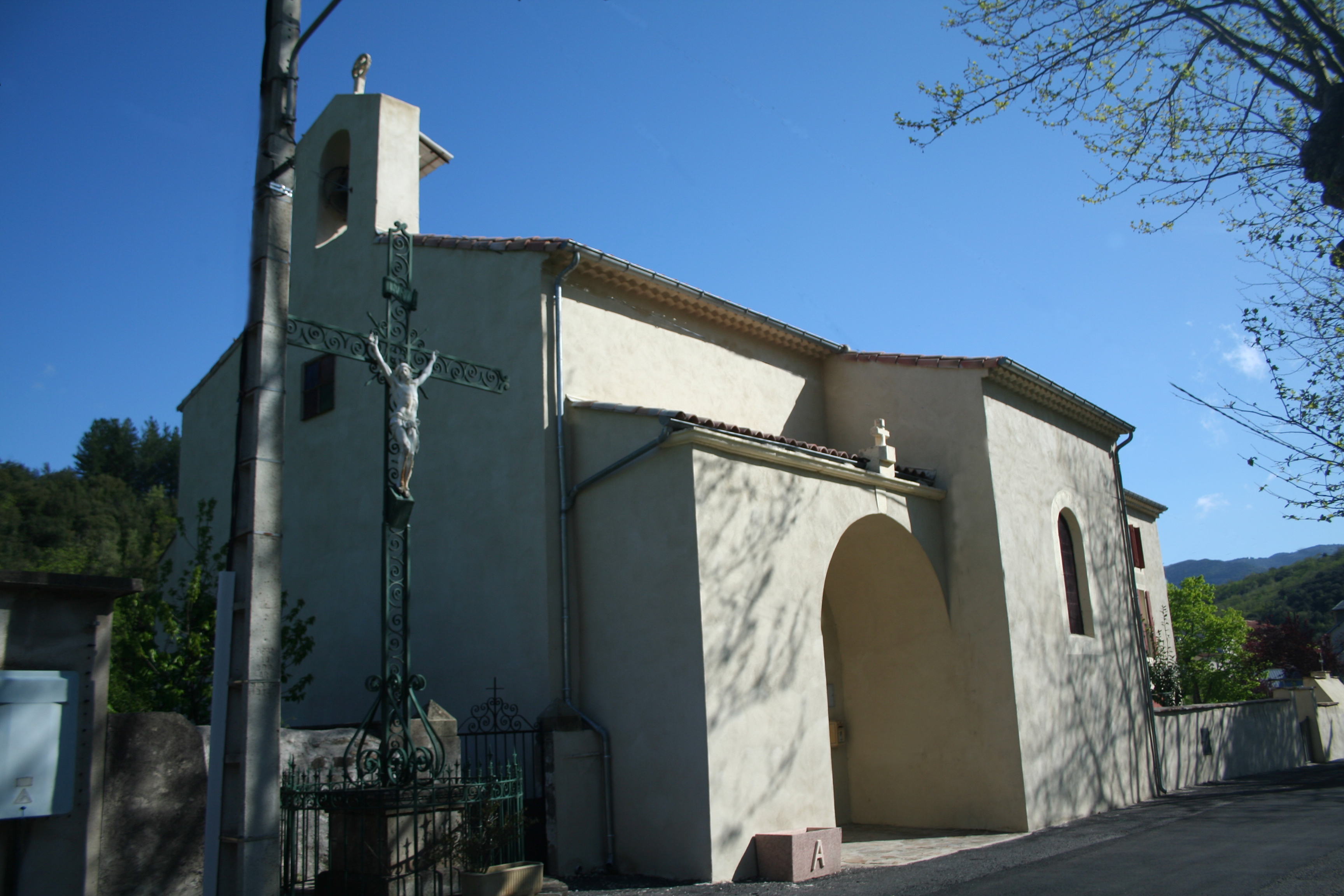
Église Saint-Charles d'Andabre
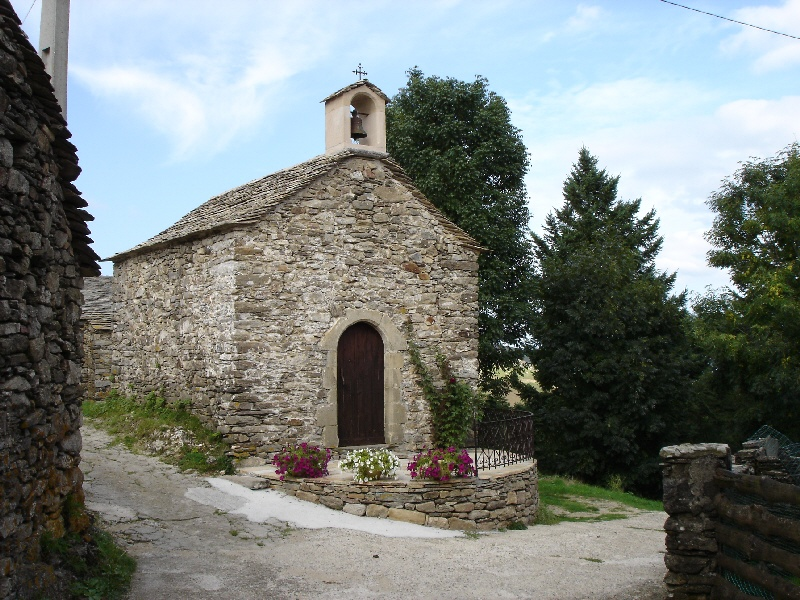
Chapelle Notre-Dame-du-Rosaire de Douch

- Église Notre-Dame-en-son-Assomption de Douch ;
- Église Saint-Charles d'Andabre ;
- Chapelle Notre-Dame-du-Rosaire de Douch ;
- Château de Rosis, appartenant à la famille Portalon de Rosis ;
- Le moulin à eau de Lafage ;
- Le pont vieux d'Andabre ;
- Le portail de Rocandouïre ;
- Le Vialais ;
- Les gorges de Colombières ;
- Les gorges d'Héric ;
- La réserve nationale de chasse et de faune sauvage (mouflons) ;
- La tourbière de la Lande sur le plateau du Caroux ;
- La forêt des écrivains combattants

- À Douch :
  - Stèle à la mémoire du Maquis Bir-Hakeim ;
  - La « Maison du Mouflon et du Caroux » ;

Dans le Vialais, hameau de Rosis
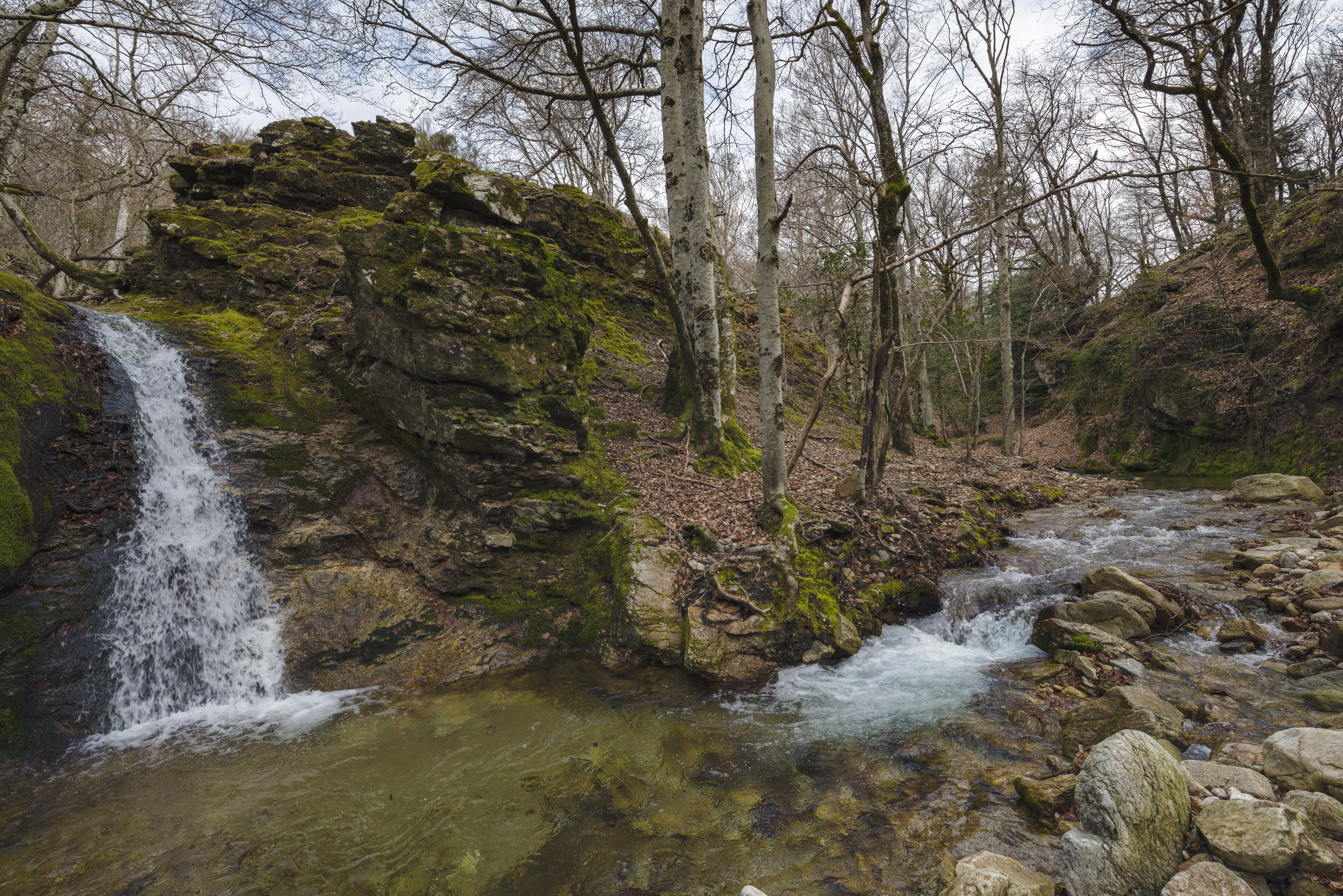
Ruisseau du Vialais.
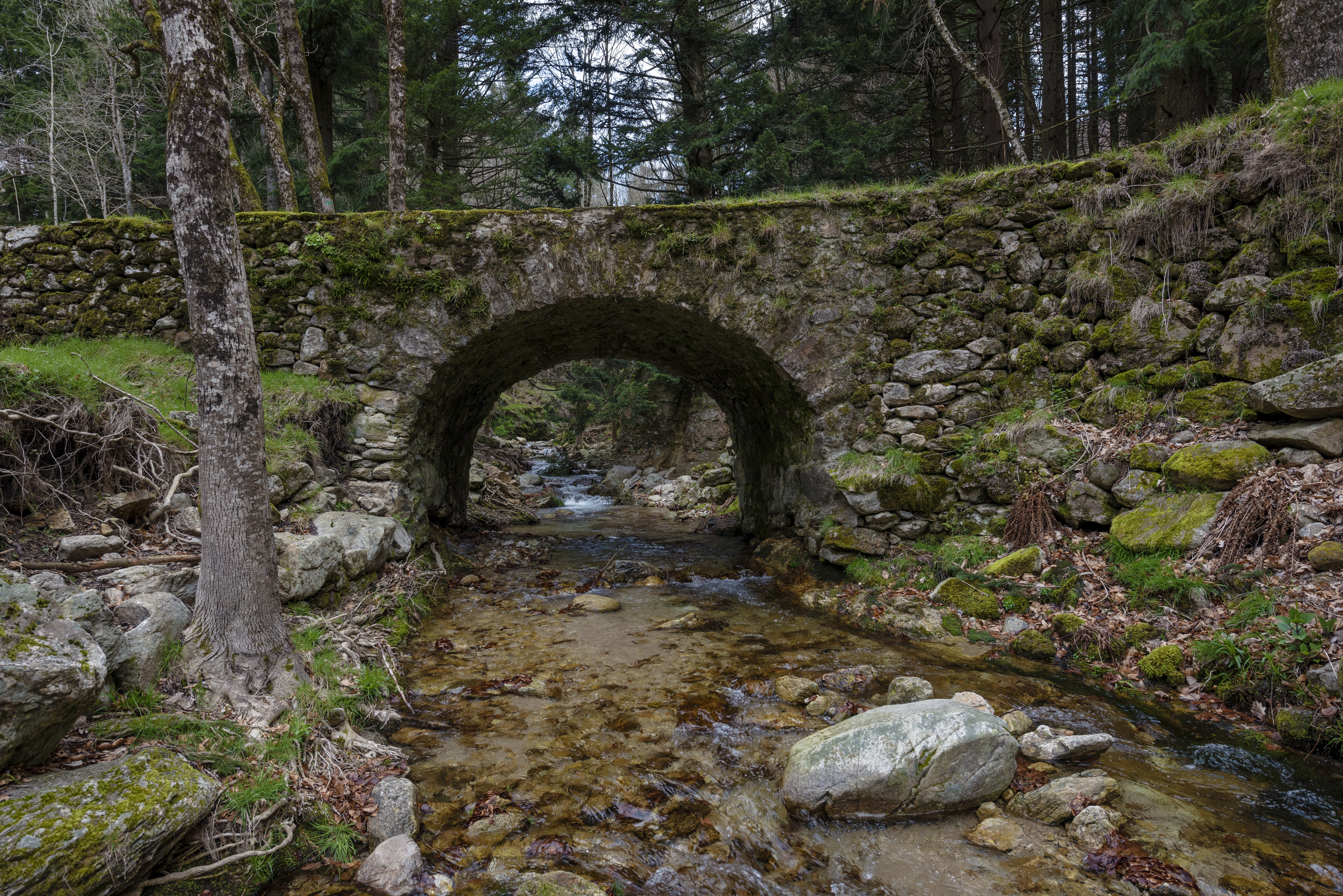
Pont du Vialais.
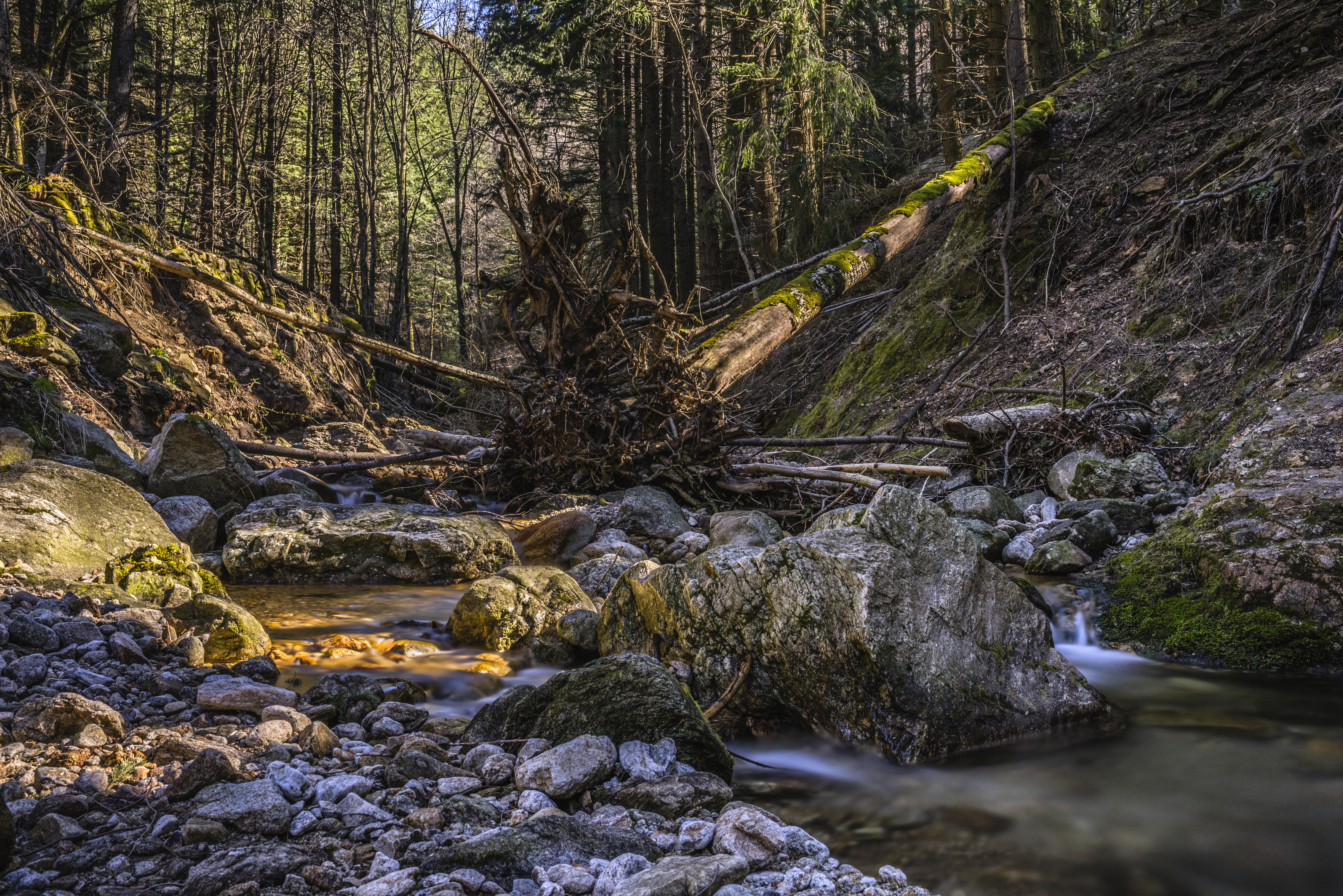
Ruisseau du Vialais. Mars 2021.

### Héraldique
|  | Les armoiries de Rosis se blasonnent ainsi : Écartelé : au premier d'or à une machine à fabriquer les clous de sable, au deuxième et au troisième de sinople à une rose d'or, au quatrième d'or à une tête de mouflon de sable. |

### Fonds d'archives
- Fonds : Archives communales de Rosis (XVIIIe-1826) [0,15 ml].  Cote : 235 EDT. Montpellier : Archives départementales de l'Hérault (présentation en ligne).